# 布羅德尼察縣

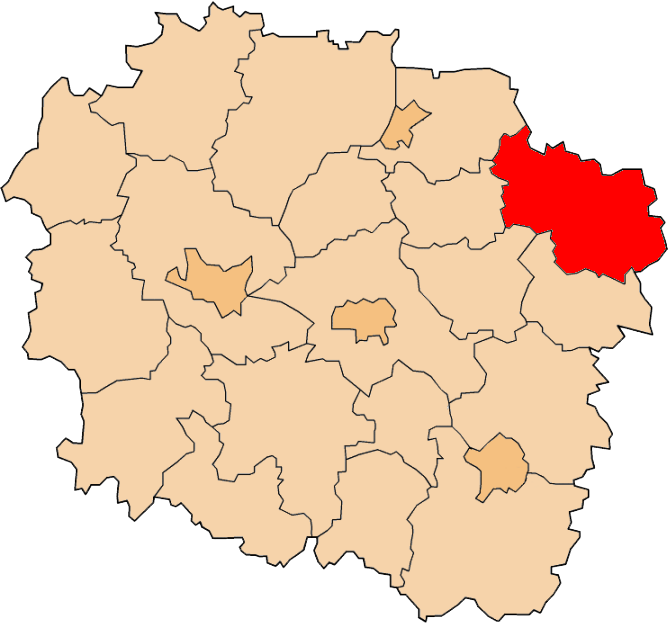

53°15′N 19°24′E / 53.250°N 19.400°E
布羅德尼察縣（波蘭語：Powiat brodnicki），是波蘭的縣份，位於該國中北部，由庫亞維-波美拉尼亞省負責管轄，首府設於布羅德尼察，面積1,039平方公里，2010年人口75,743，人口密度每平方公里73人。